# Comment élever un super-héros
Comment élever un super-héros (Raising Dion, litt. « Élever Dion ») est une série télévisée de super-héros américaine de 17 épisodes en 37-50 minutes, créée par Carol Barbee et diffusée depuis le 4 octobre 2019 sur le réseau Netflix.
Il s’agit de l’adaptation du comic book homonyme de Dennis Liu et Jason Piperberg (2015).

## Synopsis
Après la mort accidentelle de son mari, Nicole Warren (Alisha Wainwright) élève seule son jeune fils de 8 ans Dion (Ja'Siah Young). Une nuit calme, elle découvre avec frayeur les étranges capacités surnaturelles de Dion assez spectaculaires. Elle décide de garder son secret. Plus tard, après qu’il a lui-même découvert ce secret, Pat (Jason Ritter) — parrain de Dion et ami de longue date de son père — décide de l’aider à protéger Dion contre ses ennemis tout en cherchant l’origine de ses pouvoirs surnaturels...

## Distribution

### Acteurs principaux
- Alisha Wainwright (VF : Fily Keita) : Nicole Reese-Warren
- Ja'Siah Young (VF : Dorothée Pousséo) : Dion Warren
- Jazmyn Simon (VF : Laurence Dourlens) : Kat Reese
- Sammi Haney (VF : Clara Soares) : Esperanza Jimenez
- Jason Ritter (VF : Fabrice Fara) : Pat
- Griffin Robert Faulkner : Brayden Mills
- Ali Ahn (VF : Catherine Desplaces) : Suzanne Wu
- Michael B. Jordan (VF : Jérémy Prévost) : Mark Warren
- Gavin Munn (VF : Anaïs Delva) : Jonathan King
- Donald Paul (VF : Mike Fédée) : M. Anthony Fry

### Personnages secondaires
- Matt Lewis (VF : Jérôme Rebbot) : M. Matt Campbell, le principal
- Marc Menchaca (VF : Jérôme Rebbot) : Walter Mills
- Diana Chiritescu : Jill Noonan
- Kylen Davis : Malik
- Dana Gourrier (VF : Ariane Deviègue) : Tessa
- J. Harrison Ghee (VF : Jean-Baptiste Anoumon) : Kwame
- Deirdre Lovejoy (VF : Véronique Augereau) : Charlotte Tuck
- Josh Ventura (VF : Thibaut Lacour): David Marsh (saison 2)
- Rome Flynn (VF : Jean-Michel Vaubien) : Tevin Wakefield (saison 2)
- Aubriana Davis : Janelle Carr (saison 2)
- Michael Anthony (VF : Florian Wormser) : Gary Stafford (saison 2)
- Tracey Bonner (VF : Laura Zichy) : Simone Carr

 Source et légende : version française (VF) sur RS Doublage

## Production

### Développement
Le 5 octobre 2017, Netflix annonce qu’elle a donné carte blanche à la première saison de la série comprenant neuf épisodes. La série est adaptée du comic book du même nom créé par le scénariste Dennis Liu et le dessinateur Jason Piperberg. Dennis Liu a déjà réalisé un court métrage basé de son comic. Carol Barbee adapte le scénario du court métrage et du comic, en tant qu’auteur-producteur de la série aux côtés des producteurs délégués Dennis Liu, Michael B. Jordan, Charles D. King, Kim Roth, Poppy Hanks, Kenny Goodman et Michael Green. Les sociétés de production sont Outlier Society Productions et MACRO,.
En avril 2022, la série est annulée après deux saisons.

### Distribution des rôles
À la suite de l’annonce initiale de la série, la société confirme que Michael B. Jordan est choisi dans un rôle secondaire. En juin 2018, elle confirme également l’engagement de Jason Ritter, Jazmyn Simon, Alisha Wainwright et Ja'Siah Young ,,. En juillet, Donald Paul est à son tour embauché.
Le 29 janvier 2019, Ali Ahn participe au générique de la série.
Le 23 février 2021, Rome Flynn, Aubriana Davis, Tracey Bonner et Josh Ventura sont engagés pour interpréter leur personnage ayant le super-pouvoir caché, ainsi qu'Ali Ahn et Griffin Robert Faulkner sont restés fidèles pour la deuxième saison. Le 24 août, Michael Anthony est choisi pour un rôle récurrent.

### Tournage
Le tournage débute en fin juillet 2018 dans de différentes villes en Géorgie, dont Chattahoochee Hills et Fairburn. En août, elle se déroule au même endroit ainsi qu’à Midtown Atlanta.
Pour la deuxième saison, le tournage a lieu entre le 25 janvier et le 25 mai 2021,.

### Musique
Le 6 août 2019, Kris Bowers est engagé à composer la musique de la série.
Chansons
- The Vow de RuthAnne[16]
- Energy de Sampa the Great (avec Nadeem Din-Gabisi)[16]
- Everybody's Hero de Sampa the Great (avec Estelle)[16]
- Best Part de Daniel Caesar (avec H.E.R.)[16]

### Fiche technique
Sauf indication contraire, les informations mentionnées dans cette section peuvent être confirmées par la base de données cinématographiques IMDb,  présente dans la section « Liens externes ».
- Titre original : Raising Dion
- Titre français : Comment élever un super-héros
- Création : Carol Barbee
- Réalisation : Neema Barnette, Rachel Goldberg, Dennis A. Liu et Seith Mann
- Scénario : Carol Barbee ; Edward Ricourt, Joshua Sternin, J.R. Ventimilia, Leigh Dana Jackson, Kimberly Ndombe, Michael Poisson et Dennis Liu
- Direction artistique : Kalina Ivanov
- Décors : Sharon Davis et Doug Fick
- Costumes : Charlese Antoinette Jones et Tiffany Hasbourne. Kairo Courts
- Casting : Christine Kromer
- Photographie : Armando Salas et Peter Flinckenberg
- Montage : James Wilcox, Elisa Cohen et William Yeh
- Musique : Kris Bowers
- Production : Robert F. Phillips, Edward Ricourt et Juanita Diana Feeney

Production déléguée : Dennis A. Liu, Michael Green, Carol Barbee, Kenny Goodman, Michael B. Jordan, Dennis Liu et Charles D. King
- Sociétés de production : Fixed Mark Productions, MACRO et Outlier Society Productions
- Société de distribution : Netflix
- Pays d’origine :  États-Unis
- Langues originales : anglais
- Format : couleur
- Genres : super-héros, science-fiction, fantastique, drame
- Durée : 37-50 minutes
- Date de diffusion :
  - Monde : 4 octobre 2019 sur Netflix

## Épisodes

### Première saison (2019)
La première saison est diffusée à partir du 4 octobre 2019.
1. Numéro 101 : Comment élever un super-héros ? (Issue #101: How Do You Raise a Superhero?)
2. Numéro 102 : Forteresse de la solitude (Issue #102: Fortress of Solitude)
3. Numéro 103 : Le Gardien de la montre (Issue #103: Watch Man)
4. Numéro 104 : Bienvenue chez BIONA. Espérons que vous survivrez à l'expérience (Issue #104: Welcome to BIONA. Hope You Survive the Experience)
5. Numéro 105 : Mark au futur antérieur (Issue #105: Days of Mark's Future Past)
6. Numéro 106 : Le Plein de super (Issue #106: Super Friends)
7. Numéro 107 : Pourquoi cet air si nauséeux ? (Issue #107: Why So Vomity?)
8. Numéro 108 : Ne le mettez pas en colère, vous risqueriez de le regretter (Issue #108: You Won't Like Him When He's Angry)
9. Numéro 109 : Le Tueur de la tempête (Issue #109: Storm Killer)

### Deuxième saison (2022)
La deuxième saison est diffusée à partir du 1er février 2022.
1. Numéro 201 : Le Retour d'un héros (Issue #201: A Hero Returns)
2. Numéro 202 : Sankofa (Issue #202: Sankofa)
3. Numéro 203 : Un problème de monstre (Issue #203: Monster Problem)
4. Numéro 204 : Mauvaises influences (Issue #204: With Friends Like These)
5. Numéro 205 : Toi contre moi (Issue #205: You vs. Me)
6. Numéro 206 : Les Dernières Heures (Issue #206: 36 Good Hours)
7. Numéro 207 : Le Monde d'après (Issue #207: World Without Mom)
8. Numéro 208 : Maître de ton destin (Issue #208: Who You Are)

## Les personnages
Nicole Reese-Warren (Alisha Wainwright)La jeune mère veuve qui élève seule son fils Dion. Après la mort de son mari, elle découvre les capacités surnaturelles de Dion et essaie de l’aider de les gérer.
Dion Warren (Ja'Siah Young)Son fils de « presque huit ans » aux pouvoirs surnaturels.
Kat Reese (Jazmyn Simon)La grande sœur de Nicole, médecin interne à l’hôpital.
Esperanza Jimenez (Sammi Haney)La meilleure amie de Dion, elle est en fauteuil roulant.
Pat (Jason Ritter)Le parrain de Dion, ingénieur à BIONA et meilleur ami de Mark Warren, le père de Dion.
Mark Warren (Michael B. Jordan)Scientifique de BIONA et feu le mari de Nicole Reese et père de Dion.
Jonathan King (Gavin Munn)Le camarade de Dion, d'abord rival puis meilleur ami.
Suzanne Wu (Ali Ahn)La scientifique, directrice générale de BIONA
M. Anthony Fry (Donald Paul)Le professeur de sciences de Dion et Esperanza.
Charlotte Tuck (Deirdre Lovejoy)L’amie de Mark Warren qui possède également des pouvoirs surnaturels, dont l’invisibilité.
M. Campbell (Matt Lewis)Le directeur de l'école de Dion

## Accueil

### Diffusion
Le 18 septembre 2019, la bande annonce officielle de la série diffuse.
La série diffuse la première saison le 4 octobre 2019 à travers le monde sur Netflix. La deuxième saison est lancée le 1er février 2022.

### Critiques
Le site agrégateur de revues américain Rotten Tomatoes obtient un niveau de confiance d'au moins 64% pour onze critiques, avec une note de 6,67/10. L'autre site de référence mondiale dans l'agrégation de revues Metacritic lui donne la note de 60 sur 100 pour cinq critiques.